# Banistmo
Banistmo es una compañía de servicios financieros en Panamá subsidiaria de Bancolombia.

## Historia
En 1972, inició sus operaciones en Panamá bajo la  marca HSBC, bajo el nombre de Marine Midland Bank, obteniendo, al año siguiente, la aprobación para operar con licencia general bancaria. En 1983, como resultado de un cambio en la estrategia global, cambió su denominación a HSBC Bank plc.
En 1984 se fundó el Primer Banco del Istmo. un banco que fue comprado por HSBC en 2006.
En el año 2000, adquirió las operaciones del Chase Manhattan Bank en Panamá y en septiembre de 2005, el grupo de compañías bajo la marca Financomer.
En julio de 2006, HSBC Asia Holdings BV firmó un acuerdo con Grupo Banistmo SA para hacer una Oferta Pública de Adquisición para la compra del 100% de las acciones del mencionado grupo financiero. La operación fue aceptada por el 99.98% de los accionistas quienes recibieron a cambio, US$ 1.769,6 millones. En agosto de 2008, se produjo la fusión entre HSBC Bank (Panamá) SA y Primer Banco del Istmo SA, quedando la primera como sociedad continuadora.
El 20 de febrero de 2013, la entidad financiera colombiana Bancolombia S.A. anunció el acuerdo con HSBC Holding plc para adquirir el 100% de las acciones ordinarias y el 90,1% de las acciones preferenciales de HSBC Bank (Panamá) SA en US$ 2.100 millones, constituyéndose en la principal operación realizada por una entidad financiera de Colombia.
Con dicha adquisición, Bancolombia, bajo el nombre de Banistmo pasará a controlar, aproximadamente el 15% del mercado financiero de Panamá ya que HSBC Bank (Panamá) se ubicaba, a diciembre de 2012, en el primer lugar en término de activos totales, préstamos y depósitos.

## Grupo Cibest
El 16 de mayo de 2025 quedó oficialmente constituido el Grupo Cibest, del que Banistmo forma parte, que se convierte en la matriz de Bancolombia y de las demás compañías que hasta entonces conformaban el Grupo Bancolombia. 
Con esta operación se separan los roles que hasta entonces ejercía Bancolombia: el de establecimiento bancario y el de casa matriz de otros negocios. A partir de ahora, Grupo Cibest será la matriz de las entidades financieras y otras empresas, que incluyen a Bancolombia (banco), Nequi, Wompi, Renting Colombia, Wenia, Bancoagrícola en El Salvador, Banistmo en Panamá, y Bam en Guatemala, entre otras, que en conjunto emplean a más de 34.100 personas en la región. 